# Sean Price
Pour les articles homonymes, voir Price.
Sean Price (17 mars 1972 – 8 août 2015) est un rappeur américain. Il fut membre du collectif Boot Camp Clik et du duo Heltah Skeltah sous le nom de Ruckus, parfois abrégé Ruck, aux côtés de Rock. Price est le cousin de Memphis Bleek, ancien rappeur de Roc-A-Fella Records, et également un ami proche de l'acteur Ryan Phillippe.

## Biographie

### Enfance et jeunesse
Sean Price a des origines réunionnaises, le choix du 20 décembre  pour son album en duo avec lil Fame est un hommage à La Réunion car c'est la commémoration de l'abolition de l'esclavage survenue le 20 décembre 1848.

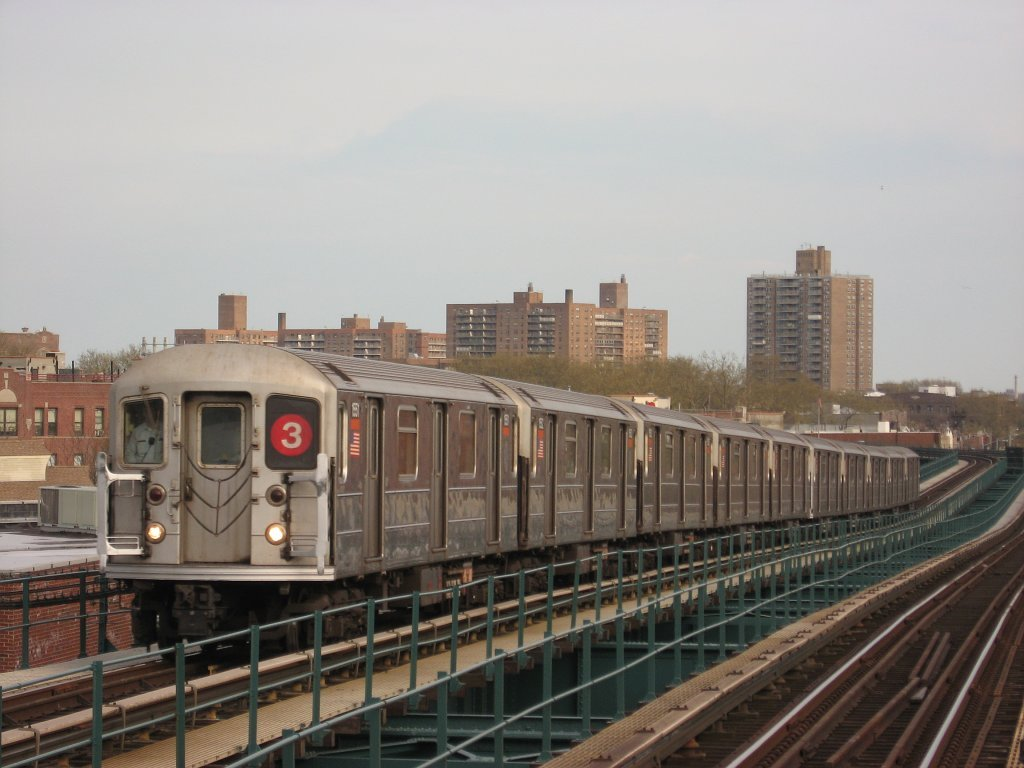
Sean Price passe sa jeunesse dans les tours du quartier de Brownsville, ici en arrière-plan d'une rame de la ligne 3 du métro de New York.

Sean Price est né le 17 mars 1972 dans le quartier de Brownsville à Brooklyn, qui a vu naître avant lui d'autres rappeurs comme Masta Ace, Killah Priest ou bien RZA du Wu-Tang Clan. Il côtoie dès son plus jeune âge la pauvreté ainsi que la violence qui l'entraînent rapidement vers le trafic de stupéfiants.
Lorsqu'il n'est pas dans la rue, le jeune Sean joue aux jeux vidéo (notamment à la Colecovision) et se plonge dans ses comics de super-héros. L'influence de cette culture se ressentira plus tard dans la composition de ses pochettes d'album mais aussi dans ses paroles.

### Carrière
Sean Price rencontre Buckshot, leader de Black Moon, au début des années 1990. Par la suite, Il fonde officiellement le groupe Heltah Skeltah avec son partenaire Rock alias Da Rockness Monstah. Le groupe publie deux albums (Nocturnal et Magnum Force), tout en participant aux différents projets du label Duck Down fondé par Buckshot. En 1996, leur album Nocturnal est particulièrement remarqué, porté notamment, par les classiques Leflaur Leflah Eshkoshka et Therapy. Magnum Force ne sera pas un grand succès, bien que classé 34e du Billboard 200.
Vers 2000, Price traverse une crise professionnelle ; Rock, son partenaire de Heltah Skeltah signe un contrat en solo et les projets de Duckdown ne connaissent pas le succès escompté. Price arrête le rap quelque temps avant de revenir sur le devant de la scène indépendante. En 2003, il participe à l'album The Chosen Few. Price publie son premier album solo, intitulé Monkey Barz, le 13 juin 2005. L'album dépeint le quotidien de Sean Price, rappeur « fauché » autoproclamé qui survit de combines dans son quartier de Brooklyn. L'album est un succès et permet à Duck Down de se relancer. L'album atteint la 46e place des Top Independants Albums et est élu album indépendant par le magazine The Source et sur le site web AllHipHop.com. Price enchaîne alors les projets solos et collectifs. En 2008, il retrouve même son compère Rock pour le troisième album de Heltah Skeltah, baptisé D.I.R.T. En 2009, Price se convertit à l'Islam.
En 2011, Price annonce un album collaboratif avec Ill Bill intitulé The Pill. En 2012, il publie son troisième album solo, intitulé Mic Tyson.

### Décès
Le 8 août 2015, Price décède à l'âge de 43 ans. Les circonstances de sa mort son initialement méconnues, mais un communiqué officiel confirme qu'il serait décédé dans son sommeil. « C'est avec le cœur lourd que Duck Down Music confirme la mort de Sean Price ce matin dans son appartement de Brooklyn, ce samedi 8 août 2015. La cause de sa mort reste une énigme, mais il serait mort dans son sommeil. Il laisse derrière lui sa femme et ses trois enfants. » En quatre jours, les fans du rappeur se mobilisent et 72 883 $ sont collectés en soutien à la famille de Price. Shady Records, le label d'Eminem, offre 10 000 $. Son dernier album intitulé Songs in the Key of Price est publié le 21 août 2015.

## Discographie

### Albums studio
- 2005 : Monkey Barz
- 2007 : Jesus Price Superstar
- 2012 : Mic Tyson
- 2015 : Songs in the Key of Price
- 2017 : Imperius Rex (album posthum)

### Albums collaboratifs
- 1996 : Nocturnal (avec Heltah Skeltah)
- 1997 : For the People (avec le Boot Camp Click)
- 1998 : Magnum Force (avec Heltah Skeltah)
- 2002 : The Chosen Few (avec le Boot Camp Click)
- 2006 : The Last Stand (avec le Boot Camp Click)
- 2007 : Casualties of War (avec le Boot Camp Click)
- 2009 : D.I.R.T (avec Heltah Skeltah)
- 2011 : Random Axe (avec Black Milk et Guilty Simpson)
- 2019 : Price of Fame (avec Lil Fame de MOP)

### Mixtapes
- 2004 : Donkey Sean Jr.
- 2007 : Master P
- 2009 : Kimbo Price.